# 中欧
中欧是欧洲的一个地理区域，介于东欧、南欧、西欧和北欧之间。该地区以其文化多样性而著称；不过，处于这一地区的国家在历史和习俗方面也有诸多的相似和共同点。
尽管中欧的定义有所不同，但通常包括奥地利、克罗地亚、捷克共和国、德国、匈牙利、列支敦士登、立陶宛、波兰、斯洛伐克、斯洛文尼亚、瑞士和罗马尼亚西部的特兰西瓦尼亚地区。从16世纪初到18世纪初，今天的克罗地亚和匈牙利部分地区一直处于奥斯曼帝国的统治之下。奥斯曼帝国在17世纪还占领了如今位于斯洛伐克南部的部分地区。波兰和立陶宛的领土在近代早期曾是波蘭立陶宛聯邦的组成部分。与此同时，奥地利大公国、波希米亚王国、卡尔尼奥拉公国、各个德意志公国以及舊瑞士邦聯均属于神圣罗马帝国。到了18世纪末，随着神圣罗马帝国的逐渐衰落，哈布斯堡王朝开始统治了包括现如今奥地利、捷克共和国、匈牙利、斯洛伐克、斯洛文尼亚以及克罗地亚的部分地区。其版图还扩展到了意大利、波兰、德国以及瑞士的部分地区。
自冷战以来，组成中欧的国家在历史上一直被划分为东欧或西欧，并且有的时候依然如此。二战结束以后，尽管奥地利、瑞士和南斯拉夫宣布中立，欧洲还是因为铁幕的分隔，划分为资本主义的西方阵营和社会主义的东方阵营。中欧各国分别与这些更为广泛的欧洲区域在历史、文化和地缘政治上有着紧密的联系。
20世纪末和21世纪初，中欧开始经历一场“战略觉醒”，成立了中欧防务合作、中欧倡议组织和維謝格拉德集團等跨国合作组织，并提出了Centrope等合作项目。这场觉醒在作家和其他知识分子的推动下加速，他们意识到衰败的独裁政权导致了社会停滞，感到自己有必要站出来反对苏联的压迫。

## 地理及歷史概況
中歐总面积101万平方千米，总人口超过1.61亿，民族按人口計算主要有為德意志人和西斯拉夫人等，主要语言为德语，连结歐洲其余餘个地理区域，是欧洲大陸的交通中心。中欧处在温带气候带，西部部分地区为温带海洋性气候，东部为温带大陆性湿润气候。地形多样，北部为波德平原；南为阿尔卑斯山脉、喀尔巴阡山脉；东有多瑙河流域的匈牙利平原，拥有资源適中，主要有森林及木材、還有煤矿、鐵礦、水晶礦、金礦和鹽礦。
因地处欧洲中央，不仅自然条件具有多样性和过渡性，其政治、经济、民族与文化也具有明显的多样性和过渡性。各国均属高收入经济体，经济水平发展高，除去德语国家，中欧地区经济低于北欧和西欧，但又高於東歐。其中德国、瑞士、奥地利、列支墩斯登为高度发达国家，而德国又是中歐的經濟代表，世界著名公司总部有很多设在中欧，像大众汽车、宝马、戴姆勒、西门子、劳力士、雀巢等等。中歐旅游业及其发达，捷克的布拉格廣場、奧地利的美泉宮、德國的新天鵝堡都是著名的旅遊景點，中歐的古代建築尤其豐富多彩，聚合了歐洲其它地區的特色，充滿了童話色彩。中歐一年四季气候平穩、优美如春，使得中欧極度適合發展酪農、紅酒、羊毛、牛肉等農業，尤其以匈牙利和瑞士的為代表；手工業方面也很強大，奧地利的玻璃和水晶製品、波蘭的瑪瑙製品、瑞士的手錶和德國的鬧鐘都獨具特色。
中欧也曾是欧洲最为动荡不安的地带，先后成为两次世界大战的策源地，但屢次战争的破坏非但沒有使这里停滞不前，反而讓這一地區成為歐洲經濟恢復力最強的區域，無論是三十年戰爭、拿破崙戰爭、還是二戰後，中歐都使迅速的重新崛起。瑞士和奧地利則為福利國家的代表，其高人均收入和高幸福度已經和北歐國家相差無幾。在歷史上，奧地利的奧地利帝國、匈牙利的匈人帝國、奧匈兩者的奧匈帝國，德國的德意志帝國、德奧兩者的納粹德國，捷克的波西米亞王國、德奧捷三家的神聖羅馬帝國，和波蘭的波蘭立陶宛聯邦都是對歐洲歷史進程有明顯影響力的國家。而目前中歐對歐盟最具發言權的國家是德國，其次為波蘭。

## 国家列表
| 中欧西部地区                        | 中欧东部地区                                   |
| ----------------------------------- | ---------------------------------------------- |
| - 德国 - 奥地利 - 瑞士 - 列支敦斯登 | - 捷克 - 斯洛伐克 - 斯洛維尼亞 - 波蘭 - 匈牙利 |

## 劃分方法
目前國際社會對中歐沒有一個統一的定義，在2007年的联合国地理方案中，将欧洲簡單的劃分为北欧、东欧、西欧和南欧四个地理大区，并没有中欧。不過在歐盟，尤其是在德語區和西斯拉夫語的國家中，“中歐”一詞有著壓倒性的影響力，在歐盟中部各國的網站、旅遊指示牌、地圖上都能頻繁看到中歐的出現。
以下介紹幾種常用劃分方式：

西元870–894年的中歐，約等於大莫拉威亞
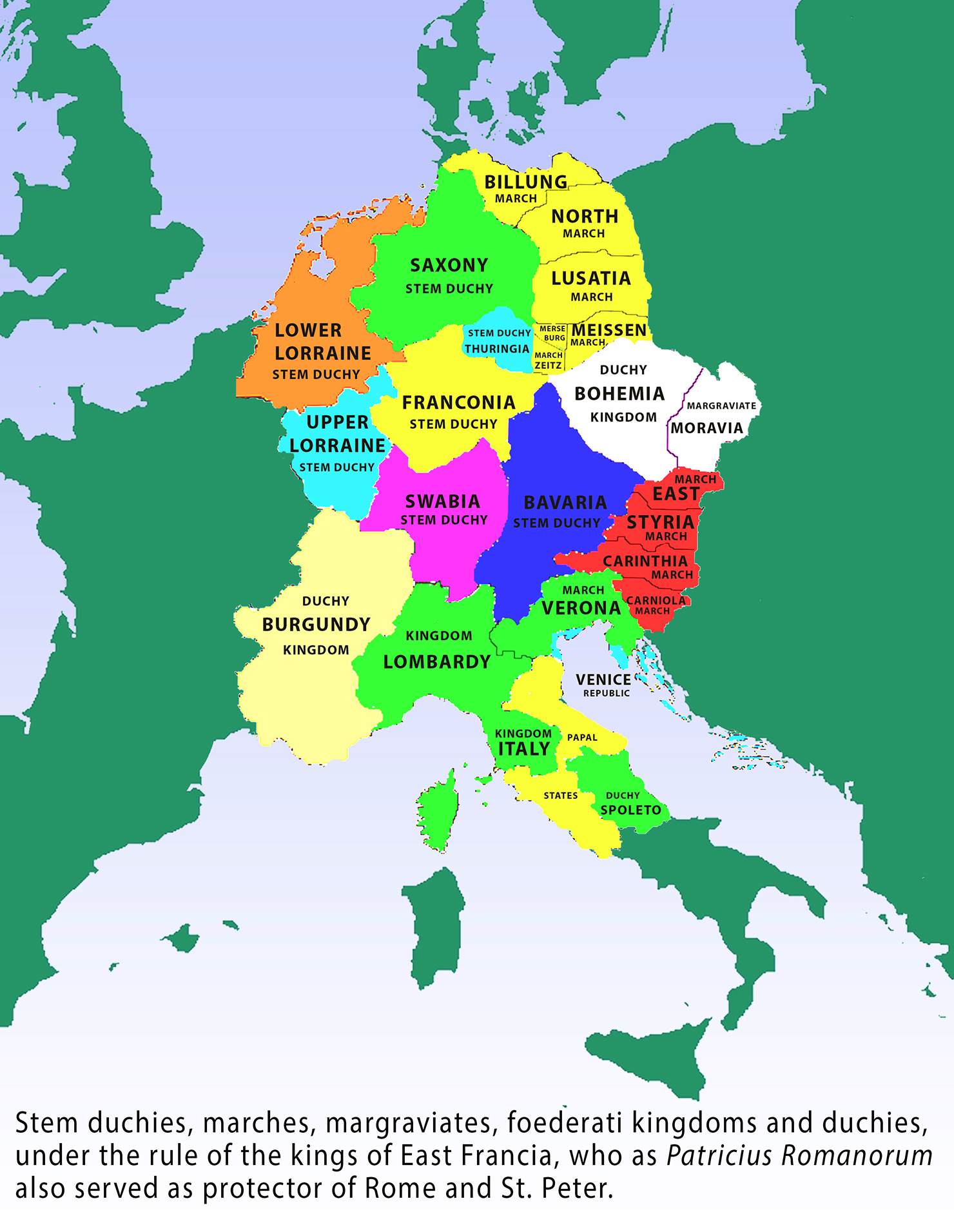
西元900s的中歐，約等於東法蘭克王國
1600年的中歐，約等於神聖羅馬帝國
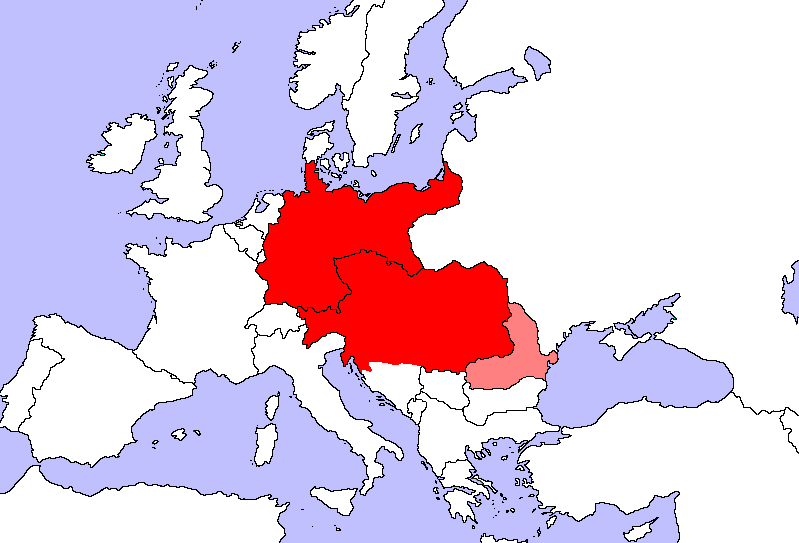
1902年，第一次世界大戰爆發前的中歐，專指奧匈帝國和德意志帝國這兩個德意志民族的國家
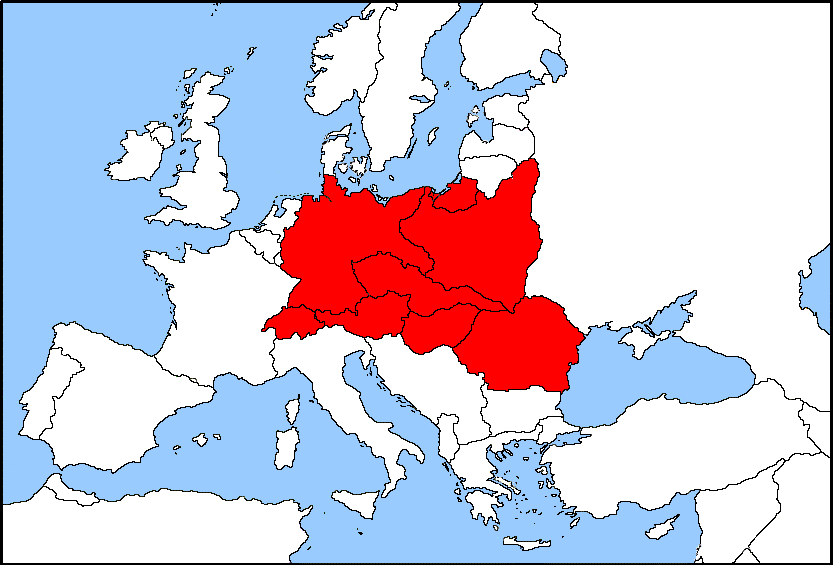
1927年，戰間期的中歐，有魏瑪共和國、波蘭第二共和國、捷克斯洛伐克、瑞士、奧地利、匈牙利和羅馬尼亞
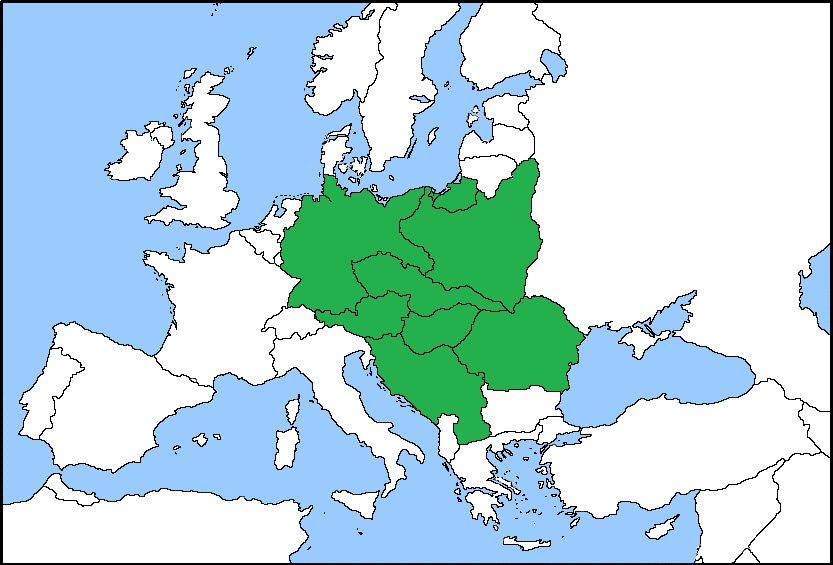
1930年代的中歐，瑞士又不再屬於中歐，南斯拉夫則加入
1960年代，冷戰環境下的中歐，只有芬蘭、奧地利和南斯拉夫這三個完全不偏向北约或者华约的國家才算中歐
冷戰結束後，1990年代的中歐概念，殘留著嚴重的德意志帝國和奧匈帝國的邊界痕跡[2]